# Liste der Naturdenkmale in Düsseldorf
Die Liste der Naturdenkmale in Düsseldorf enthält die Naturdenkmale der Landeshauptstadt Düsseldorf in Nordrhein-Westfalen.

## Liste
| Kennung              | Bild | Bezeichnung                                                | Koordinaten                                    | Lage                                                                                 | Schutzgrund                                                                              | Bemerkungen |
| -------------------- | --- | ---------------------------------------------------------- | ---------------------------------------------- | ------------------------------------------------------------------------------------ | ---------------------------------------------------------------------------------------- | --- |
| 203001               | | Kastanienallee (Aesculus hippocastanum)                    | 51° 17′ 49,5″ N, 6° 43′ 55,4″ O                | Gem. Kaiserswerth, Fährerweg (bis zur Rheinfähre)                                    | § 22 lit. b LG (Schönheit)                                                               | |
| 203002               | | Lindenallee (Tilia platyphyllos)                           | 51° 17′ 50,1″ N, 6° 44′ 1,8″ O                 | Gem. Kaiserswerth, An St. Swidbert                                                   | § 22 lit. b LG (Schönheit)                                                               | Die Allee blieb trotz einer Deichsanierung 2013 bestehen. |
| 203003               | | Lindenallee (Tilia platyphyllos)                           | 51° 17′ 58,4″ N, 6° 43′ 55,9″ O                | Gem. Kaiserswerth, Burgallee (bis zum Rhein)                                         | § 22 lit. b LG (Schönheit)                                                               | [ 2 ] |
| 203004               | | Maulbeerbaum (Morus alba)                                  | 51° 17′ 54,1″ N, 6° 44′ 3,9″ O                 | Gem. Kaiserswerth, am südlichen Ende des Barbarossawalls                             | § 22 lit. b LG (zur Erhaltung der seltenen Baumart)                                      | Der rund 100 Jahre alte Baum wurde vom Besitzer der ehemaligen Kaiserswerther Seidenweberei gepflanzt. Der stark geneigte Stamm ist teilweise hohl und wird mit Stangen gesichert, Mauern stützen die Krone.                                                                   |
| 203005               | | Lindenallee (Tilia platyphyllos)                           | 51° 17′ 56,7″ N, 6° 44′ 8,2″ O                 | Gem. Kaiserswerth, Barbarossawall                                                    | § 22 lit. b LG (Schönheit)                                                               | Die Baumreihe gilt als schmalste Allee Deutschlands. |
| 203006               | Bild gesucht Die Wikipedia wünscht sich an dieser Stelle ein Bild vom hier behandelten Ort. Weitere Infos zum Motiv findest du vielleicht auf der Diskussionsseite . Falls du dabei helfen möchtest, erklärt die Anleitung , wie das geht. BW | Zwei Weißdornbäume (Crataegus)                             | 51° 19′ 0,2″ N, 6° 45′ 41,6″ O                 | Gem. Kalkum, an der Einmündung des Buschgasser Wegs in den Gerichtsschreiberweg      | § 22 lit. b LG (Schönheit)                                                               | Gestalterisch bezogen sich die Bäume auf die Symmetrie eines Heiligenhäuschens. Die Weißdorne wurden von einer vermutlich ausgesamten Birke überragt und mussten im Frühjahr 2012 nach dem Absterben infolge von Pilzbefall gefällt werden.                                    |
| 203007               | | Lindenallee bei Schloss Kalkum (Tilia platyphyllos)        | 51° 18′ 16,5″ N, 6° 45′ 8,4″ O                 | Gem. Kaiserswerth und Kalkum, Kalkumer Schlossallee                                  | § 22 lit. a, b LG (insb. zur Erhaltung aus landeskundlichen Gründen und wegen Schönheit) | Mit der Planung des Schlossparks 1825 durch Architekt Weyhe entstand wahrscheinlich auch die Schlossallee, die sich gestalterisch auf Schloss und Park bezieht. Wegen Bombensplittern aus dem Zweiten Weltkrieg erhielten die Bäume eine besondere Pflege durch Baumchirurgen. |
| 203009               | Bild gesucht Die Wikipedia wünscht sich an dieser Stelle ein Bild vom hier behandelten Ort. Weitere Infos zum Motiv findest du vielleicht auf der Diskussionsseite . Falls du dabei helfen möchtest, erklärt die Anleitung , wie das geht. BW | Sumpfzypressen am und im Schlossteich (Taxodium distichum) | 51° 20′ 30,9″ N, 6° 46′ 5,7″ O                 | Gem. Angermund, Schlosspark Heltorf                                                  | § 22 lit. b LG (Schönheit)                                                               | Beide Exemplare besitzen ausgeprägte Pneumatophore und befinden sich in einem für die Öffentlichkeit unzugänglichen Bereich. |
| 203010               | Bild gesucht Die Wikipedia wünscht sich an dieser Stelle ein Bild vom hier behandelten Ort. Weitere Infos zum Motiv findest du vielleicht auf der Diskussionsseite . Falls du dabei helfen möchtest, erklärt die Anleitung , wie das geht. BW | Buchenallee (Fagus sylvatica)                              | 51° 20′ 20″ N, 6° 44′ 59,9″ O                  | Gem. Bockum und Wittlaer, Am Froschenteich, nahe dem gleichnamigen U-Bahnhof (U 79)  | § 22 lit. b LG (insb. zur Erhaltung der besonderen Eigenart der Allee)                   | Es handelt sich um die einzige freistehende Buchenallee im Düsseldorfer Landschaftsraum. |
| 203011               | Bild gesucht Die Wikipedia wünscht sich an dieser Stelle ein Bild vom hier behandelten Ort. Weitere Infos zum Motiv findest du vielleicht auf der Diskussionsseite . Falls du dabei helfen möchtest, erklärt die Anleitung , wie das geht. BW | Buchenallee (Fagus sylvatica)                              |                                                | Gem. Angermund, Schloss Heltorf, am Dickenbusch                                      | § 22 lit. b LG (insb. zur Erhaltung der besonderen Eigenart der Allee)                   | Die letzten Bäume der um 1755 gepflanzten Allee, die im Südosten den Dickenbusch begrenzte, wurden im Frühjahr 1998 aus Gründen der Verkehrssicherheit entfernt. |
| 203012               | Bild gesucht Die Wikipedia wünscht sich an dieser Stelle ein Bild vom hier behandelten Ort. Weitere Infos zum Motiv findest du vielleicht auf der Diskussionsseite . Falls du dabei helfen möchtest, erklärt die Anleitung , wie das geht. BW | Stieleiche                                                 | 51° 20′ 14,8″ N, 6° 46′ 35,5″ O                | Gem. Angermund, Bilkrath                                                             |                                                                                          | [ 10 ] |
| 203013               | Bild gesucht Die Wikipedia wünscht sich an dieser Stelle ein Bild vom hier behandelten Ort. Weitere Infos zum Motiv findest du vielleicht auf der Diskussionsseite . Falls du dabei helfen möchtest, erklärt die Anleitung , wie das geht. BW | Winterlinde                                                |                                                | Gem. Wittlaer, Ecke Kalkstraße / B8                                                  |                                                                                          | Weblink |
| 203014               | Bild gesucht Die Wikipedia wünscht sich an dieser Stelle ein Bild vom hier behandelten Ort. Weitere Infos zum Motiv findest du vielleicht auf der Diskussionsseite . Falls du dabei helfen möchtest, erklärt die Anleitung , wie das geht. BW | Stieleiche                                                 | 51° 20′ 4,2″ N, 6° 44′ 6,6″ O                  | Gem. Wittlaer, In der Lehmkuhl                                                       |                                                                                          | Baumreihe aus Eichen |
| 203015               | | Robinie                                                    | 51° 20′ 6,5″ N, 6° 43′ 56,3″ O                 | Gem. Wittlaer, Am Wasserwerk                                                         |                                                                                          | Baumreihe aus Robinien und Kastanien – Weblink |
| 203016               | | Feldulme                                                   | 51° 20′ 21,8″ N, 6° 46′ 59,1″ O                | Gem. Angermund, Ecke Kalkweg/Goldackerweg                                            |                                                                                          | „Der Krause Baum von Angermund“ |
| 203017               | | Stieleiche                                                 |                                                | Gem. Angermund, Rahmer Straße                                                        |                                                                                          | [ 10 ] |
| 203019               | | Esskastanie                                                | Koordinaten fehlen! Hilf mit.                  | Gem. Kalkum, am ehemaligen S-Bahnhof                                                 |                                                                                          | [ 12 ] |
| 203020               | | Stieleiche                                                 | Koordinaten fehlen! Hilf mit.                  | Gem. Kalkum, am ehemaligen S-Bahnhof                                                 |                                                                                          | [ 10 ] |
| 203021 203022        | | 4 Quarzitblöcke                                            | Koordinaten fehlen! Hilf mit.                  | Gem. Rath, 260 m südöstlich des Forsthauses Rath, Aaper Schneise/Ecke Marxsteig      |                                                                                          | |
| 203023               | | 60 Quarzitblöcke „Frauensteine“                            | 51° 15′ 54,7″ N, 6° 50′ 0,5″ O                 | Gem. Rath, Aaper Wald, Wilhelm-Suter-Pfad, 450 m östlich der Gaststätte Waldschänke  |                                                                                          | |
| 203024               | | 4 Quarzitblöcke                                            |                                                | Gem. Rath, 430 m westlich Gut Wolfsaap an der Marxhöhe                               |                                                                                          | |
| 203025 203026        | | Esskastanienallee                                          | 51° 15′ 17,8″ N, 6° 50′ 29,5″ O                | Grenze der Gem. Rath und Ludenberg nördlich der Galopprennbahn Düsseldorf-Grafenberg |                                                                                          | Die Allee bezieht sich gestalterisch auf Haus Roland. Die Pferderennbahn ist der Allee benachbart. |
| 203027               | | 10 Quarzitblöcke                                           |                                                | Gem. Gerresheim, 120 m westlich des Trotzhofes am Grafenberger Höhenweg              |                                                                                          | |
| 203028               | | Stieleiche                                                 | 51° 15′ 16,8″ N, 6° 54′ 35,8″ O                | Gem. Hubbelrath, Gut Bruchhausen                                                     |                                                                                          | [ 10 ] |
| 203029               | | Esskastanie                                                | Koordinaten fehlen! Hilf mit.                  | Gem. Grafenberg, Rochusclub                                                          |                                                                                          | [ 12 ] |
| 203030               | | 6 Quarzitblöcke                                            |                                                | Gem. Gerresheim, 200 m südöstlich der Ernst-Poensgen-Allee                           |                                                                                          | |
| 203031               | | 1 Quarzitblock                                             | 51° 14′ 31,8″ N, 6° 50′ 17,4″ O                | Gem. Gerresheim, 120 m nordöstlich der Hirschburg an der Trotzhofallee               |                                                                                          | |
| 203032 203033 203034 | | 11 Quarzitblöcke                                           |                                                | Gem. Gerresheim, Wildpark, Grafenberger Wald                                         |                                                                                          | |
| 203035               | | 10 Quarzitblöcke                                           |                                                | Gem. Gerresheim, am Hardter Höhenweg, 50 m westlich der Hochbehälter der Wasserwerke |                                                                                          | |
| 203036               | | Sommerlinde                                                | 51° 14′ 29,8″ N, 6° 54′ 28,4″ O                | Gem. Hubbelrath, Gut Mydlinghoven                                                    |                                                                                          | [ 2 ] |
| 203037               | | Esskastanie                                                | Koordinaten fehlen! Hilf mit.                  | Gem. Gerresheim, Trotzhof                                                            |                                                                                          | Esskastanie und Rosskastanie stehen nebeneinander, beide 1848 als etwa fünfjährige Bäume gepflanzt. |
| 203038               | | Stieleiche                                                 | 51° 9′ 55,2″ N, 6° 53′ 18,1″ O                 | Gem. Benrath, Paulsmühlenstraße                                                      |                                                                                          | [ 10 ] |
| 203040               | | Ginkgo, Libanonzeder                                       | (Ginkgo), 51° 9′ 50″ N, 6° 48′ 24,3″ O (Zeder) | Gem. Himmelgeist, Haus Mickeln                                                       |                                                                                          | [ 13 ] [ 14 ] |
| 203041               | | Himmelgeister Kastanie (Aesculus hippocastanum)            | 51° 9′ 22,6″ N, 6° 48′ 45″ O                   | Gem. Himmelgeist, Kölner Weg                                                         |                                                                                          | [ 15 ] |
| 203042               | | Sommerlinde                                                | 51° 7′ 49,5″ N, 6° 52′ 29,7″ O                 | Gem. Urdenbach, Bürgel                                                               |                                                                                          | Lindengruppe und Feldkreuz bei Haus Bürgel |
| 203043               | | Eibe                                                       | 51° 8′ 23,3″ N, 6° 54′ 36,6″ O                 | Gem. Garath, Schlosspark                                                             |                                                                                          | [ 16 ] |
| 203044               | | Esskastanie                                                | Koordinaten fehlen! Hilf mit.                  | Gem. Garath, Schlosspark                                                             |                                                                                          | [ 12 ] |
| 203045               | | Gemeine Esche                                              | 51° 16′ 40,5″ N, 6° 43′ 18,5″ O                | Gem. Lohausen, Hof Leuchtenberg                                                      |                                                                                          | 5 Kopfeschen entlang der Zufahrt zum Hof Leuchtenberg |

Flächennaturdenkmale
| Kennung       | Bild | Bezeichnung                              | Koordinaten                     | Lage                                                         | Schutzzweck | Bemerkungen |
| ------------- | ---- | ---------------------------------------- | ------------------------------- | ------------------------------------------------------------ | --- | --- |
| 204001        |      | Hochflutmulde mit Auewaldrelikt          | 51° 14′ 52,9″ N, 6° 44′ 42,5″ O | Gem. Heerdt, Oberlörick, südöstlich des Freibades am Deich   | Erhaltung der Orographie als Zeugnis der Geschichte des Rheins und Seltenheit des Auewaldrelikts in der Flusslandschaft | Die Hochflutmulde beherbergt Relikte des ehemals landschaftstypischen Auwaldes und stellt ein Rückzugsgebiet für Pflanzen und Tiere dar. |
| 204002        |      | Ehemalige Schwemmsandflächen mit Tümpeln |                                 | Gem. Lohausen, Kaiserswerth, südlich des westlichen Kiessees | Eigenart und Biotopschutz                                                                                               | |
| 204003 204004 |      | Sandberg und Schmidtberg                 |                                 | Gem. Hubbelrath                                              | erdgeschichtliche Gründe (historische Geologie)                                                                         | |
| 204007        |      | Ehemaliger Glassandbruch                 |                                 | Gem. Gerresheim, Quadenhofstraße                             | natur- und erdgeschichtliche Gründe                                                                                     | |